# Когда миры столкнутся (фильм, 1951)
«Когда миры столкнутся» (англ. When Worlds Collide, также есть вариант перевода «Когда сталкиваются миры») — американский научно-фантастический фильм-катастрофа, снятый по одноимённому фантастическому роману (1933) Эдвина Балмера и Филипа Уайли. Премьера состоялась 30 октября 1951 года.
На 24-й церемонии вручения наград премии «Оскар» (1952) фильм был отмечен премией за лучшие спецэффекты.

## Сюжет

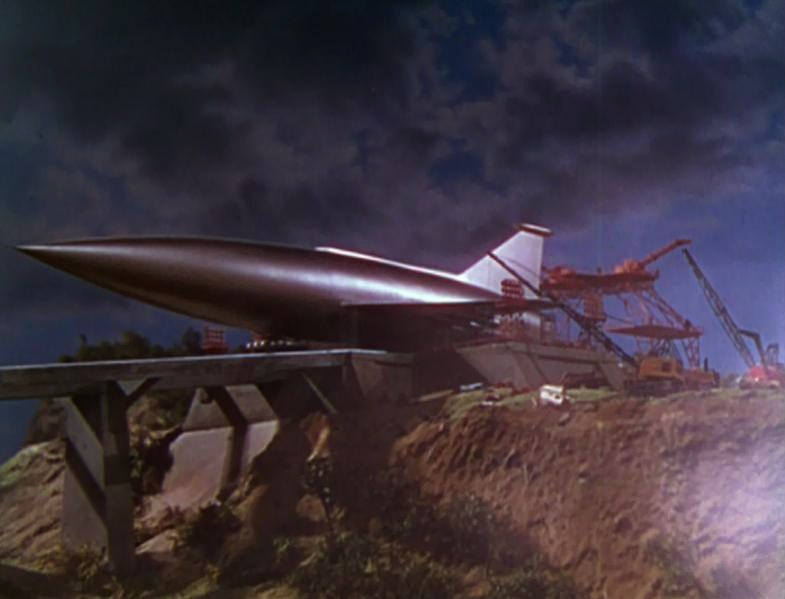
Космический корабль «Ковчег». Кадр из фильма

Астроном Эмери Ронсон обнаруживает, что через несколько месяцев блуждающая звезда, которую он назвал Беллус, приблизится к Земле и столкновение неизбежно. Ему поначалу никто не верит. Группа учёных начинает разрабатывать космический корабль, чтобы выжить — есть возможность спастись, высадившись на планету Зира, которая обращается вокруг Беллуса. Вскоре начинаются глобальные катаклизмы: извержения вулканов, землетрясения, наводнения, вызванные сильными приливами. На Земле начинается паника, и на заседании Объединённых наций постановляют ускорить строительство корабля-ковчега (который доставит только 45 человек, животные и оборудование на новую планету). Проводится лотерея, где разыгрываются места на космический корабль, которому в последний момент удаётся спастись с гибнущей Земли.

## Значение
Фильм вышел в сложное время в мире. Шесть лет назад завершилась Вторая мировая война, только что началась война в Корее, в разгаре была холодная война с Советским Союзом, обе страны имели атомные бомбы. Так что проблема выживания на Земле была вовсе не надуманной. Картина получила «Оскар» за лучшие спецэффекты и номинировалась за лучшую операторскую работу.

## В ролях
| Актёр          | Роль                                      |
| -------------- | ----------------------------------------- |
| Ричард Дерр    | Дэвид Рэндалл                             |
| Барбара Раш    | Джойс Хендрон                             |
| Ларри Китинг   | доктор Коул Хендрон                       |
| Питер Хансен   | доктор Тони Дрейк                         |
| Джон Хойт      | Сидни Стентон                             |
| Рэйчел Амес    | Джули Камингс                             |
| Джеймс Сиэй    | Донован                                   |
| Кирк Элин      | бунтовщик                                 |
| Стюарт Уитман  | бунтовщик                                 |
| Мэри Мёрфи     | студентка (в титрах не указана)           |
| Гертруда Астор | путешественница (в титрах не указана)     |
| Куини Смит     | матрона с сигаретой (в титрах не указана) |